# Кульск
Ку́льск — село в Хоринском районе Бурятии. Входит в состав Кульского сельского поселения.

## География
Село находится на левом берегу реки Уда, на региональной автодороге 03К-011 «Верхнеталецкий тракт», на расстоянии 15 км к востоку от села Санномыск, центра сельского поселения, и 14 км к юго-западу от села Хоринск, административного центра района.

## Население
| 2002 | 2010 |
| ---- | ---- |
| 208  | ↘173 |

## Улицы
В селе имеется одна улица — Кульская.

## Известные уроженцы
- Пластинин, Леонид Александрович (род. 1938) — советский и российский картограф. Доктор технических наук. Заслуженный работник геодезии и картографии Российской Федерации.